# Protolabeo
Genre
Protolabeo est un genre de poissons téléostéens de la famille des Cyprinidae et de l'ordre des Cypriniformes. Le genre Protolabeo est mono-typique, c'est-à-dire qu'il n'est composé que d'une seule espèce, Protolabeo protolabeo. Cette espèce est endémique à la rivière Yilihe dans le Yunnan, en Chine.

## Liste des espèces
Selon FishBase (21 septembre 2015):
- Protolabeo protolabeo Zhang, Zhao & An, 2010